# Schnodderbach
Der Schnodderbach ist ein Bach im Ardeygebirge, dessen Quelle auf dem Berg Auf dem Heil (273,8 m) in Herdecke gelegen ist und der in Wetter in die Ruhr fließt.
Der Bach ist Teil der Gemeindegrenze zwischen Herdecke und Wetter. Er trägt diese Funktion auch in seinem Namen, denn „Schnodder“ leitet sich, ebenso wie die Straßenbezeichnung „Auf dem Schnee“, von dem Wort „Schnade“ ab, was wiederum Grenze bedeutet.